# Siemens-Skandal
Der Siemens-Skandal (jap. シーメンス事件, Shīmensu jiken, dt. „Siemens-Zwischenfall“; auch Shīmensu-Bikkasu jiken – „Siemens-Vickers-Zwischenfall“) bzw. die Siemens-Schuckert-Affäre im Januar 1914 war einer der spektakulärsten politischen Skandale der späten Meiji- und Taishō-Zeit in der japanischen Politik. Er umfasste geheime Rüstungsabsprachen zwischen hochrangigen Mitgliedern der Kaiserlich Japanischen Marine und den europäischen Industriekonzernen Siemens und Vickers und führte zum Sturz des Kabinetts von Yamamoto Gonnohyōe.
Die Kaiserlich Japanische Marine rüstete massiv auf und importierte dafür moderne Kriegsschiffe und Waffen aus Europa. Durch ein Bestechungsgeld von 15 % an die für die Ausschreibung Verantwortlichen in der Marine sicherte sich Siemens praktisch ein Monopol auf Rüstungsverträge bezüglich Elektroausrüstungen.

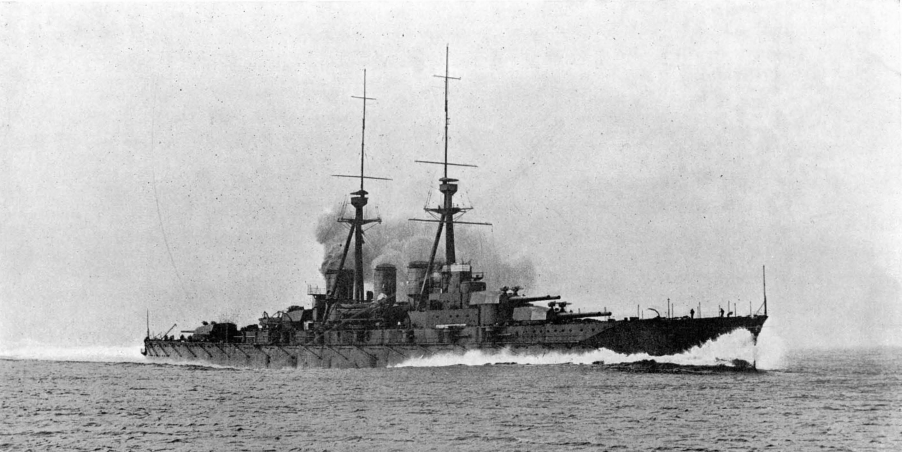
Der den Skandal auslösende Schlachtkreuzer Kongō

Die britische Firma Vickers hatte über die Firma Mitsui Bussan als Mittler der japanischen Marine ein lukrativeres Geschäft angeboten, mit einem Bestechungsgeld von 25 % und 40.000 Yen für den früheren Leiter der für Kriegsschiffe verantwortlichen Hauptabteilung Kansei Hombu (艦政本部) Vizeadmiral Matsumoto Kazu (松本和), um den Auftrag für den Bau des Schlachtkreuzers Kongō zu erhalten. Als der deutsche Hauptsitz von Siemens 1911 von diesem Geschäft erfuhr, wurde ein Telegramm mit der Bitte um Klarstellung an die Niederlassung in Tokio gesandt. Der Stenotypist der Niederlassung, Karl Richter, stahl belastende Dokumente, die bezeugten, dass Siemens ein Bestechungsgeld von 1.000 Pfund Sterling an die Marine gezahlt hatte, verkaufte diese 1914 zusammen mit einer Kopie des Telegramms an die Nachrichtenagentur Reuters und floh nach Deutschland. Über Reuters gelangte am 21. Januar 1914 die Nachricht nach Japan, dass Karl Richter wegen des Diebstahls der belastenden Papiere und der versuchten Erpressung seines Arbeitgebers in Deutschland zu zwei Jahren Gefängnis verurteilt worden sei. Die Mitteilung ließ erkennen, dass Siemens-Mitarbeiter japanische Marineoffiziere bestochen hatten.
Japanische Zeitungen, insbesondere die Asahi Shimbun, berichteten am Morgen des 23. Januar umgehend über die Details des Korruptionsskandals und die Angelegenheit wurde von Mitgliedern der Partei Rikken Dōshikai vor das japanische Parlament gebracht. Die Geheimdienste der Armee und der Marine sowie die Kempeitai (Militärpolizei) strengten Untersuchungen an.
Die Japan Weekly Chronicle berichtete, dass Konteradmiral Fujii Mitsugorō (藤井 光五郎), Leiter der 4. Abteilung (Schiffbau) der Kansei Hombu, gestanden hatte, 1911 und 1912 210.000 Yen von Vickers entgegengenommen zu haben, und erinnerte ihre Leser daran, dass dies – unabhängig davon, ob dies nach japanischem Gesetz legal war oder nicht – auf jeden Fall illegal sei nach dem British Corrupt Practices Act von 1906.
In der New York Times vom 8. Februar 1914 wurde die vergleichsweise milde Strafe für Richter (die Staatsanwaltschaft hatte acht Jahre gefordert) dadurch erklärt, dass das Gericht in den „Manipulationen“ von Siemens eine Gelegenheitsstruktur für die Tat erblickte.
Im Februar 1914 bildeten sich große Demonstrationen, die am 10. und 14. Februar in Gewalt umschlugen. Die öffentliche Meinung empörte sich weiter, als enthüllt wurde, dass die massiven Rüstungsausgaben für die Marine wenig Raum für andere Ausgaben im Haushalt erlaubten und die Regierung deswegen plane, die Steuern anzuheben. Obwohl Premierminister Yamamoto nicht direkt damit in Verbindung gebracht wurde und verantwortliche Offiziere entließ, wuchs die öffentliche Unzufriedenheit und Yamamoto wurde aufgefordert, die Vorgänge vor dem Herrenhaus zu erklären.
Nachdem beide Häuser des Parlaments sich geweigert hatten, den Marinehaushalt für 1914 abzusegnen, trat Yamamoto am 24. März zurück und mit ihm stürzte sein Kabinett. Ein Militärgericht degradierte Ex-Premierminister Admiral Yamamoto und Marineminister Admiral Saitō Makoto (斎藤 実), verurteilte führende Offiziere zu Gefängnis und Geldstrafen, verhängte für Siemens und Vickers hohe Strafgelder und untersagte ihnen die Teilnahme an zukünftigen Ausschreibungen.
Im deutschen Reichstag wurde der Vorfall am 11. und 15. Mai 1914 durch Karl Liebknecht zur Debatte gebracht.